# Howard Duff
Howard Green Duff (* 24. November 1913 in Bremerton, Washington; † 8. Juli 1990 in Santa Barbara, Kalifornien) war ein US-amerikanischer Schauspieler.

## Leben
Er machte 1932 seinen Schulabschluss an der Roosevelt High School. Während seiner Zeit spielte er Basketball und Theater. Anschließend studierte er Schauspiel und spielte mehrere Jahre am Repertory Playhouse in Seattle. Während des Zweiten Weltkrieges diente er von 1941 bis 1945 bei den United States Army Air Forces und beim Armeerundfunk. Sein Leinwanddebüt gab er anschließend in dem 1947 erschienenen und von Jules Dassin inszenierten Filmdrama Zelle R 17 an der Seite von Burt Lancaster und Hume Cronyn. Größere Bekanntheit erlangte Duff durch seine langjährige Arbeit in Fernsehserien wie Mr. Adams and Eve, Dante, Gefährlicher Alltag und Flamingo Road.
Duff war zweimal verheiratet. Von 1951 bis 1984 war er mit der Schauspielerin und Filmemacherin Ida Lupino verheiratet. Die Beziehung selbst endete 1966. Beide hatten ein gemeinsames Kind. Bis zu seinem Tod war er mit Judy Jenkinson verheiratet. Er verstarb im Juli 1990 im Alter von 76 Jahren.
Duff hat seinen Stern auf dem Hollywood Walk of Fame an der 1623 Vine Street.

## Filmografie (Auswahl)

### Film
- 1947: Zelle R 17 (Brute Force)
- 1948: Alle meine Söhne (All My Sons)
- 1948: Stadt ohne Maske (The Naked City)
- 1949: Rebellen der Steppe (Calamity Jane and Sam Bass)
- 1949: Kokain (Johnny Stool Pigeon)
- 1949: Die rote Schlucht (Red Canyon)
- 1950: Dein Leben in meiner Hand (Woman in Hiding)
- 1950: Ohne Skrupel (Shakedown)
- 1952: Models Inc.
- 1954: Hölle 36 (Private Hell 36)
- 1954: Gold aus Nevada (The Yellow Mountain)
- 1955: Revolte im Frauenzuchthaus (Women's Prison)
- 1956: Die Bestie (While the City Sleeps)
- 1956: Gegen das Gesetz (The Broken Star)
- 1956: Insel der Leidenschaft (Flame of the Islands)
- 1962: Sexy! (Boys' Night Out)
- 1971: Nur ein Spiel (A Little Game)
- 1972: Die 250.000-Dollar-Puppe (The Heist)
- 1977: Die Katze kennt den Mörder (The Late Show)
- 1978: Eine Hochzeit (A Wedding)
- 1979: Kramer gegen Kramer (Kramer vs. Kramer)
- 1980: Die Traumfabrik (The Dream Merchants)
- 1980: Tracy trifft den lieben Gott (Oh, God! Book II)
- 1982: Die wilden Weiber von Sweetwater (The Wild Women of Chastity Gulch)
- 1983: B.T. Brady, Privatdetektivin (This Girl for Hire)
- 1985: Der Mörder und die Lady (Love on the Run)
- 1986: Überfall im Wandschrank (Monster in the Closet)
- 1987: No Way Out – Es gibt kein Zurück (No Way Out)
- 1987: Rosen der Rache (Roses Are for the Rich)
- 1990: Too Much Sun – Ein Stich zuviel (Too Much Sun)

### Serie
- 1957–1958: Mr. Adams and Eve (66 Folgen)
- 1959: Bonanza - Mark Twain und die Cartwrights (Folge 5)
- 1960–1961: Dante (26 Folgen)
- 1963–1971: Die Leute von der Shiloh Ranch (The Virginian, 2 Folgen)
- 1966–1968: Batman (3 Folgen)
- 1966–1969: Gefährlicher Alltag (Felony Squad, 73 Folgen)
- 1973–1977: Police Story (6 Folgen)
- 1980–1982: Flamingo Road (38 Folgen)
- 1983–1987: Agentin mit Herz (Scarecrow and Mrs. King, 2 Folgen)
- 1984–1990: Unter der Sonne Kaliforniens (Knots Landing, 9 Folgen)
- 1984: Mord ist ihr Hobby (Murder She Wrote, 1 Folge)
- 1988: Feuersturm und Asche (War and Remembrance, Miniserie, 2 Folgen)